# Joakim Nätterqvist
Dag Joakim Tedson Nätterqvist, né le 24 octobre 1974 à Gamla Uppsala, est un acteur suédois.

## Filmographie
- 2007 : Arn, chevalier du Temple
- 2008 : Arn, le royaume au bout du chemin
- 2011 : Kyss mig
- 2016 : Viking d'Andreï Kravtchouk